# Cryptantha flaccida
Cryptantha flaccida är en strävbladig växtart som först beskrevs av David Douglas, och fick sitt nu gällande namn av Edward Lee Greene. Cryptantha flaccida ingår i släktet Cryptantha, och familjen strävbladiga växter. Inga underarter finns listade i Catalogue of Life.